# Matri (album)
Matri è il quattordicesimo album di Cristiano Malgioglio prodotto nel 1997 da Maria Schneider.

## Descrizione
Il disco, prodotto dall'attrice Maria Schneider come il precedente Señor Battisti, si apre con il brano Amalia che Cristiano Malgioglio dedica alla cantante portoghese Amália Rodrigues.
Contiene Matri, canzone scritta dall'autore Enzo Petronciana in Siculo, che nella melodia richiama Canção do Mar di Dulce Pontes.
Ci sono anche due remake di brani storici di Malgioglio: Maledizione io l'amo che lui stesso portò al successo nel 1978 e Io sono unico scritta per Dora Moroni (col titolo Io sono unica) sempre nel 1978.

## Tracce
1. Amalia (C. Malgioglio, P. Leon)
2. Matri (Enzo Petronciana)
3. Cartoline napoletane (C. Malgioglio, W. Molco, Corrado Castellari)
4. Tango (C. Malgioglio, C. Castellari)
5. Agua dulce agua salà (Estéfano, Donato, Batt)
6. Maledizione io l'amo (C. Malgioglio, C. Castellari)
7. Fai morire (C. Malgioglio, G. De Stefani, F. Baldoni)
8. Lettere d'amore (C. Malgioglio, C. Castellari)
9. Io ho bisogno di te (C. Malgioglio, S. Agostini)
10. Io sono unico (C. Malgioglio, C. Castellari)
11. Ti penso in un attimo (C. Malgioglio, Tancredi, De Lupa)
12. Ritmo animale (C. Malgioglio, M. Forzan, F. Orsini, R. Micaglio)